# 세브란스병원
세브란스병원(영어: Severance Hospital)은 서울특별시 서대문구 신촌동에 위치한 병원이다. 연세대학교 의료원 산하의 병원이며 3차 급여기관이자 대한민국의 상급 종합병원이다.

## 연혁
- 1885년 4월 10일 광혜원 설립, 알렌(H. N. Allen) 초대병원장 취임
- 1885년 4월 23일 제중원으로 개칭
- 1894년 4월 한국 최초의 의학교인 '제중원 의학교' 설립 (에이비슨 초대교장 취임)
- 1909년 5월 미국인 세브란스(L. H. Severance) 병원 설립 기금 기증
- 1904년 9월 3일 남대문 밖 붕숭아골 (현 서울특별시 용산구)로 병원을 이전하면서 세브란스병원으로 개칭
- 1962년 서울특별시 서대문구 신촌으로 병원 시설 이전
- 2005년 3월 4일: 신축 본관 개원
- 2018년 3월 일본 도시바에너지시스템즈&솔루션즈의 세계 최초로 중입자 암치료기 도입 체결

## 역사

### 제중원
호러스 뉴턴 알렌이 고종의 지원을 받아 1885년 4월 설립한 대한 제국의 첫 서양식 국립병원인 '광혜원(廣惠院)'이 만들어졌다. 10일 뒤에 이름이‘대중을 구제한다’는 뜻의 ‘제중원’으로 바뀌었다. 병원 운영권을 받은 호러스 알렌에 의해 병원이 운영되었으며, 1886년에는 의학부를 설치해 의학 교육도 시작하였다. 1887년 구리개(현재 을지로)로 이전하였다. 제중원의 역사는 세브란스병원과 서울대학교병원이 서로 자신만의 뿌리라고 주장해 정통성 논란이 진행 중이다.

### 세브란스 기념병원
미국의 사업가였던 루이스 헨리 세버런스의 기부금으로 제중원의 이전과 증축이 진행되었다. 당시 '복숭아골'이라 불렸던, 서울시 중구 통일로의 '연세대학교 재단빌딩' 자리에 1902년 착공하여, 1904년 9월 23일 완공하였다. 병원은 지상 2층 지하 1층으로 구성되었고, 이름을 '세브란스 기념병원'으로 하였다.

### 신촌 세브란스 병원
서울특별시 서대문구 신촌동의 연세대학교 신촌캠퍼스 인접 부지에 증축과 이전을 위한 종합병원을 만들기 시작하였다. 2만 평의 부지에 공사비 65억환을 들여, 1954년 착공하였다. 중간에 자금이 부족해 2년간 공사가 중단되기도 했으며, 1962년 완공하였다. 중구의 세브란스병원과 연세대학교 부속 의과대학을 부지 내로 흡수하였다. 4층 건물 3동과 나머지 2동으로 구성되었다. 병원 시설로는 400개의 병상의 입원실과 진료소를 갖추었고, 의료인 교육 시설로 의과대학과 간호원 기숙사가 함께 존재하였다.
세브란스 기념병원의 모습
- 연세대학교 신촌캠퍼스 내에 복원된 광혜원의 모습
- 1904년 기념병원의 모습
- 1930년 기념병원의  모습

## 같이 보기
- 제중원
- 연세대학교 의료원
- 강남세브란스병원
- 용인세브란스병원
- 원주기독병원